# Pete Minger
Pete Minger (Orangeburg (South Carolina), 22 januari 1943 - Pompano Beach (Florida), 13 april 2000) was een Amerikaanse jazzmuzikant (trompet, bugel).

## Biografie
Pete Minger kwam uit een muzikale familie. Zijn moeder en grootmoeder speelden piano in de plaatselijke kerk. Zijn broer was ook een jazzpianist. Hij speelde eerst saxofoon en schakelde daarna over op trompet. In het begin van de jaren 1960 begon zijn muziekcarrière bij Chubby Jackson. Van 1970 tot 1980 behoorde hij tot het Count Basie Orchestra, o.a. te horen op het album Digital III in Montreux. Hij werkte ook aan Basie's samenwerkingen met Big Joe Turner, Milt Jackson en Ella Fitzgerald. Na bij Basie te hebben gewerkt, verhuisde hij naar Florida, waar hij in 1985 afstudeerde aan de Universiteit van Miami met een graad in muziek. Hij gaf er later les, maar werkte verder fulltime als muzikant. In 1990 toerde hij met de Big Band van Frank Wess, te horen op het album Live at the Concord Jazz Festival uit 1990. Hij werkte ook samen met Mel Tormé. In het jazzcircuit in Florida vestigde hij de aandacht op in het bijzonder de twee albums Minger Paintings (uitgegeven door Jazz Alliance 1991) en Look To The Sky (door Concord Jazz, 1992).

## Overlijden
Pete Minger overleed in april 2000 op 56-jarige leeftijd.

## Discografie
- Minger Paintings (Jazz Alliance, 1991),  met Keter Betts, Bobby Durham
- Look To The Sky (Concord Jazz, 1992) met John Campbell, Kiyoshi Kitagawa, Ben Riley